# Porphyrinia numida
Porphyrinia numida là một loài bướm đêm trong họ Noctuidae.